# Fierté

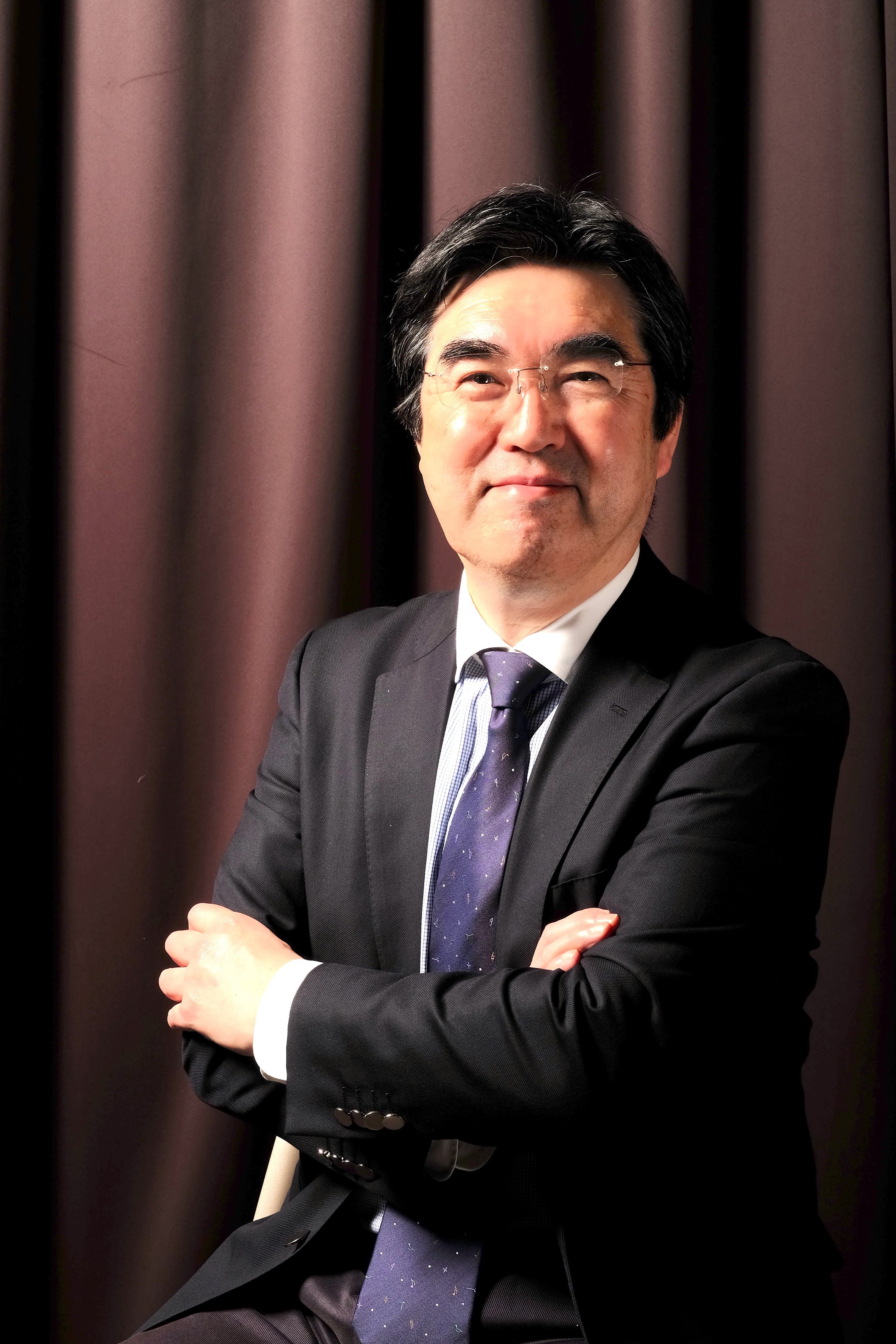
Fierté d'un homme d'affaires japonais.

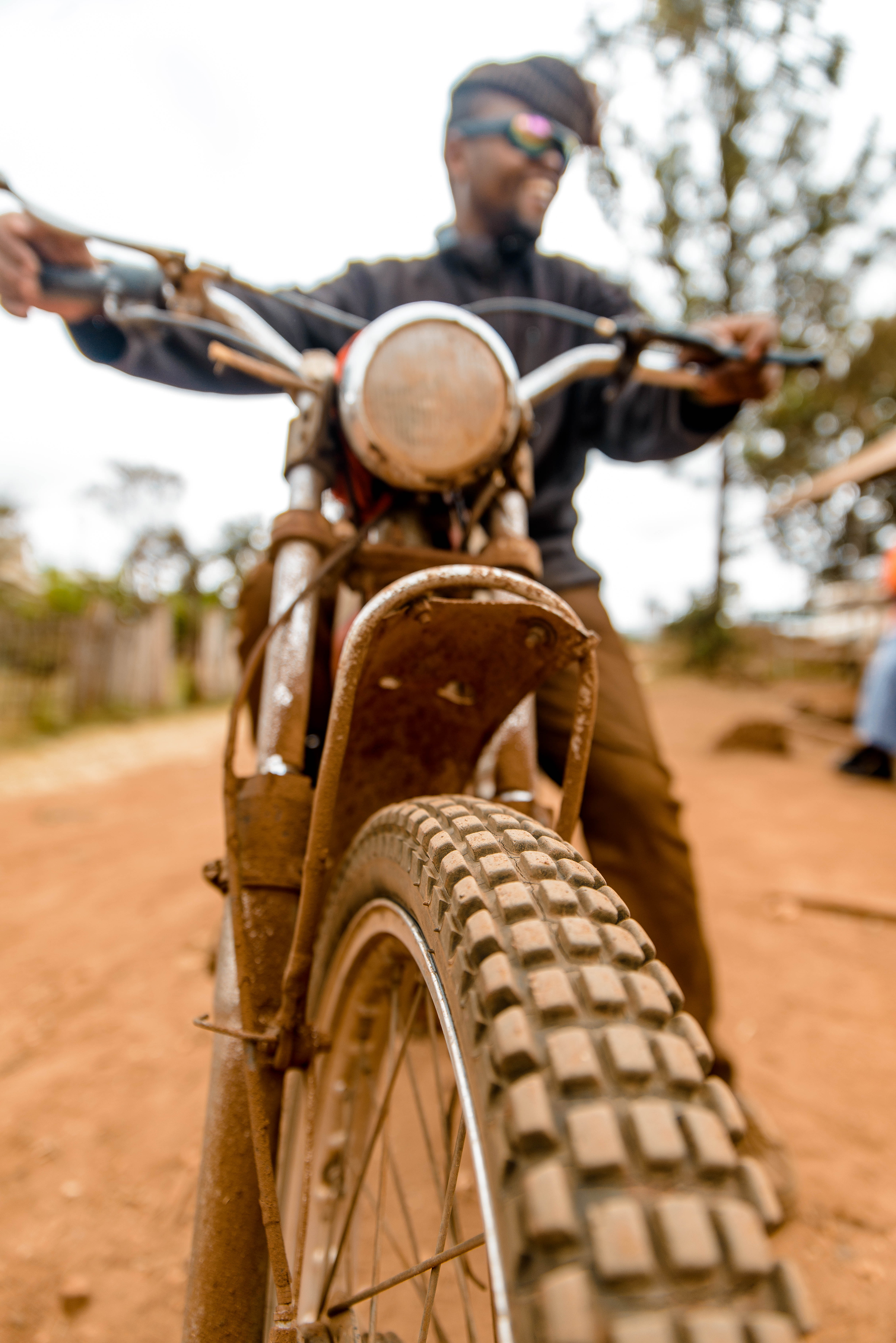
Fierté d'un motard tanzanien.

Appartenant au même champ lexical que l’orgueil, la fierté a comme lui plusieurs définitions qui se recoupent d’ailleurs (les deux mots étant pratiquement interchangeables), et qui s'entendent selon le contexte. Il peut s'agir :
- du caractère de quelqu'un qui se croit supérieur aux autres ; morgue, arrogance, hauteur. Du sentiment exagéré de sa propre valeur : être fier comme un coq, ou un paon (le mot fierté pouvant ici s'entendre comme synonyme de vanité dans l'une de ses définitions les plus courantes, à savoir l'étalage public de l'estime de soi),
- de l'indépendance de caractère, de l'orgueil, ou du sentiment de son honneur qu'une personne peut nourrir. Il s'agit alors de l'amour propre d'une personne, c'est ce sens qui se trouve mobilisé dans l'expression « Un peu de fierté bon sang », ou « N'avez-vous donc aucun orgueil »... Il est très important de noter qu'il s'agit d'un sentiment intérieur, au contraire de la vanité qui cherche à obtenir la reconnaissance d'autrui[réf. souhaitée] ; la fierté (ou l'orgueil), quant à elle est une image de soi positive, que l'on cherche à maintenir sans se positionner par rapport à autrui[réf. souhaitée]. Dans l'idéal, cela se manifeste par la volonté d'accomplissement, de dépassement, et par le refus d'accomplir des actes que l'on estime de nature à nuire à cette image positive que nous avons de nous-mêmes.

La fierté est souvent mise en avant dans le milieu du sport, où un sportif désire par-dessus tout surpasser ses capacités pour devenir meilleur.
Le piège le plus fréquent étant la confusion avec la vanité qui est la satisfaction et non pas l'estime de soi-même, un sentiment qui n'admet pas la remise en cause. Mais aussi l'étalage de cette satisfaction (désigne aussi ce qui est vain et / ou futile mais cela est sans réel objet ici).
L'arrogance, quant à elle, est une attitude qui se manifeste par des manières hautaines, blessantes ; un de ses synonymes est la morgue.